# Xantholinini
Xantholinini  (лат.) — триба жуков-стафилинид из подсемейства Staphylininae. Встречаются повсеместно. 

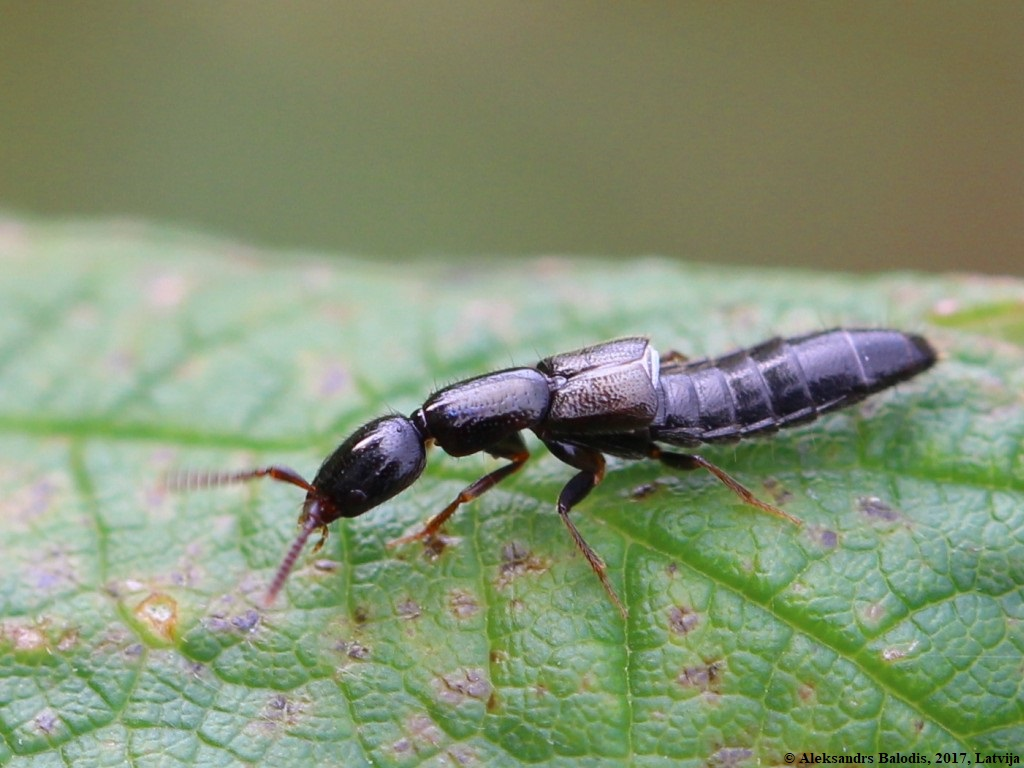
Leptacinus intermedius

## Описание
Мелкие и среднего размера коротконадкрылые жуки (от 2 мм до 2 см), длинные и стройные, коротконогие, блестящие. Голова относительно длинная и узкая. Xantholinini живут на земле, в подстилке, под камнями. Узкая форма тела и короткие ноги делают их подходящими для передвижения по узким проходам. Хищные жуки, которые едят других мелких членистоногих.

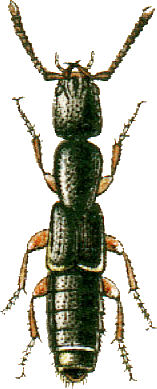
Leptacinus batychrus
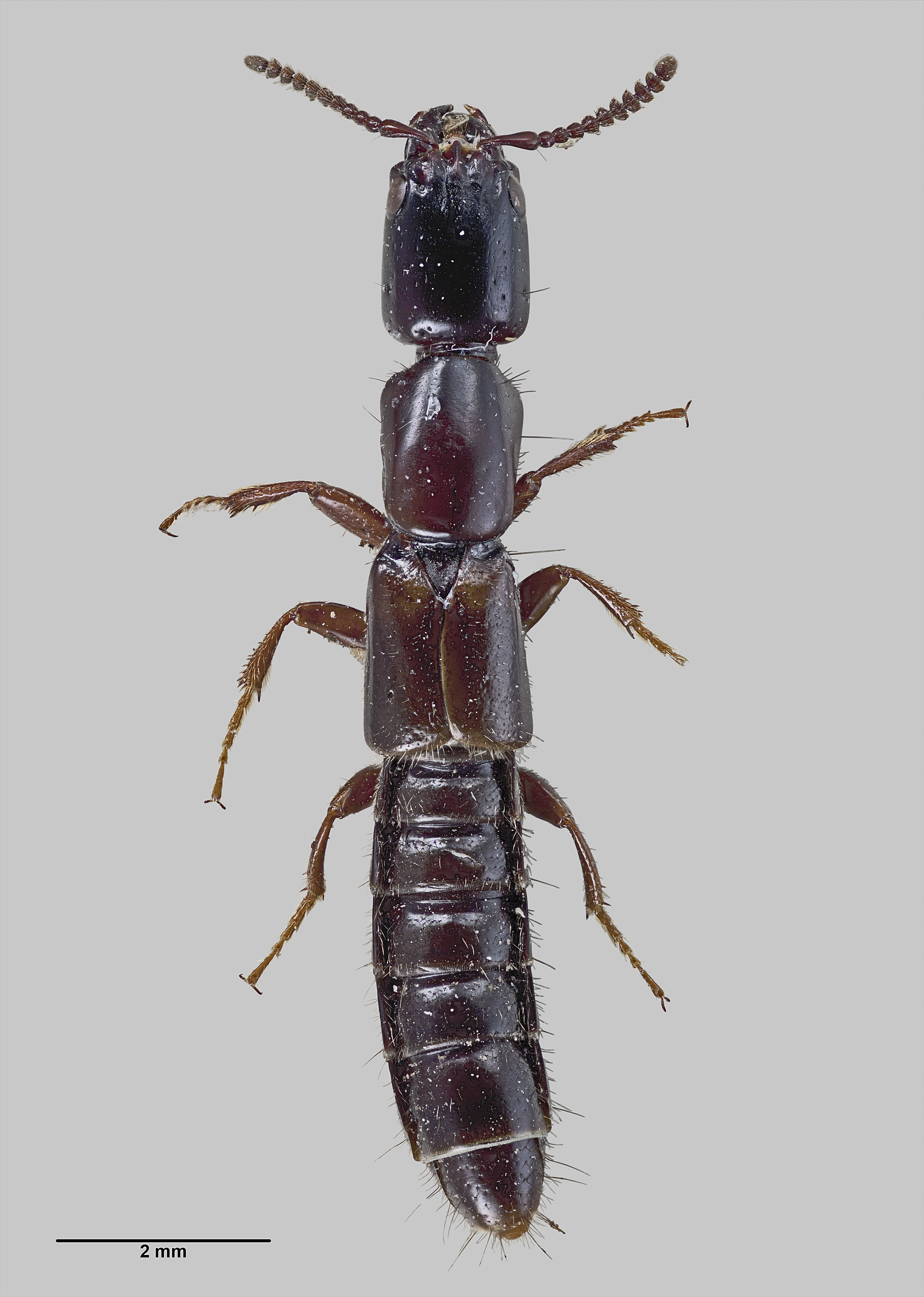
Waitatia maoriana
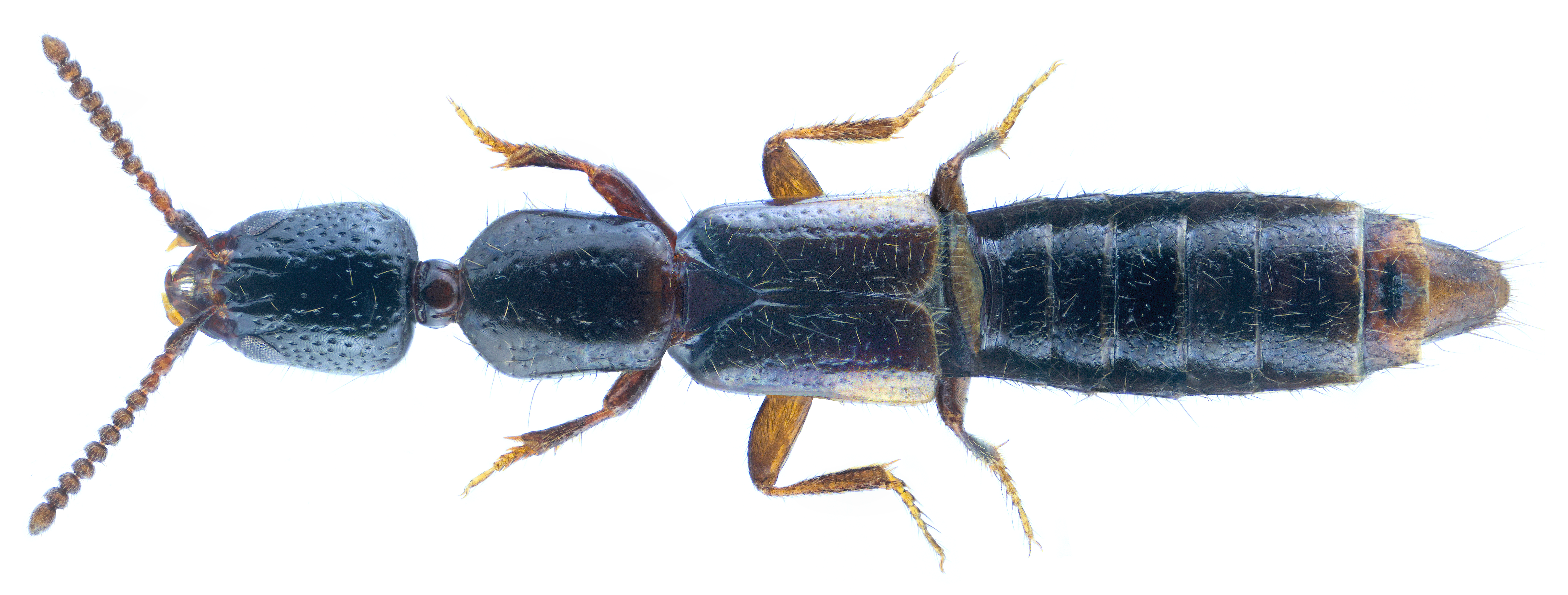
Leptacinus intermedius
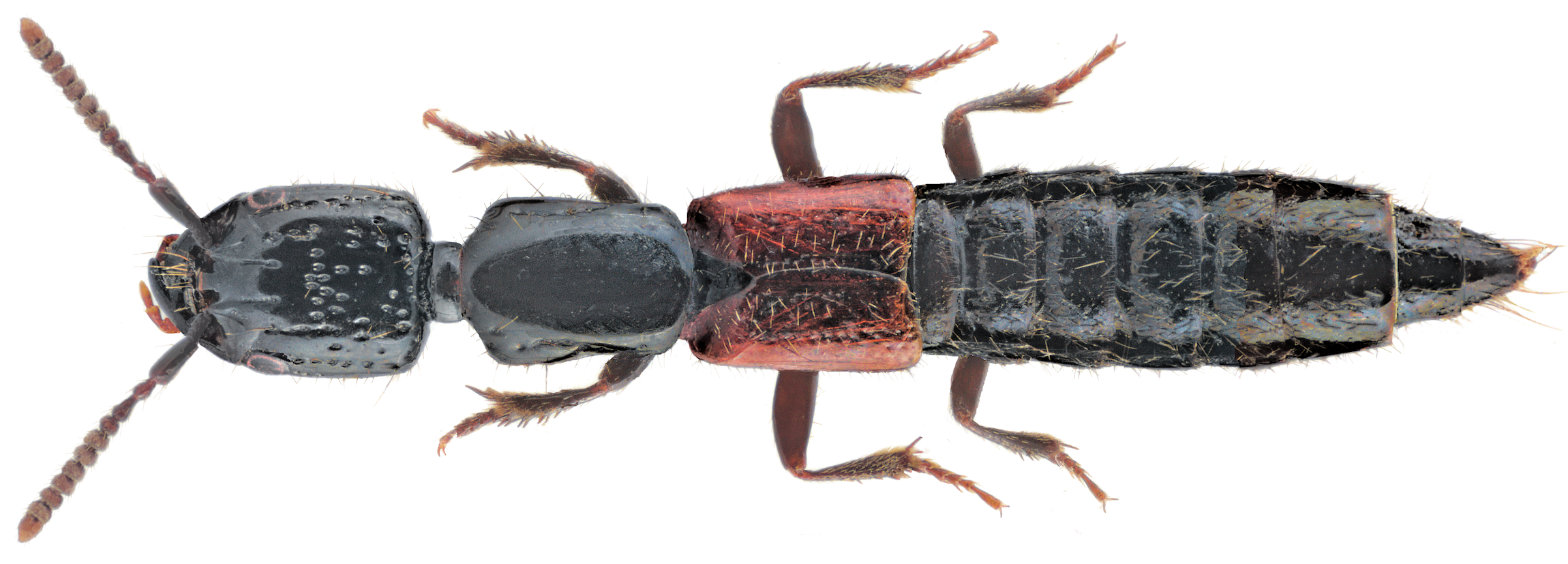
Gauropterus fulgidus
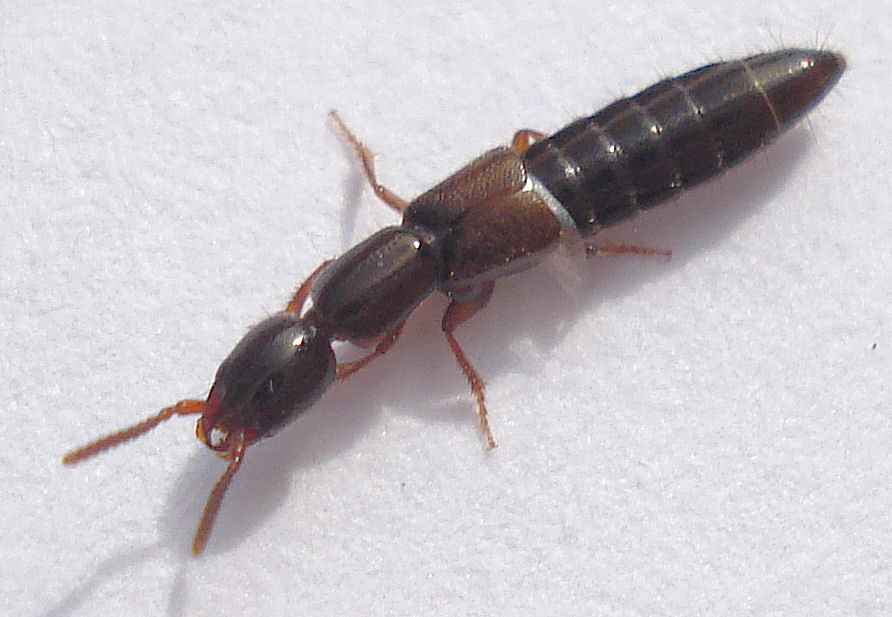
Xantholinus sp.
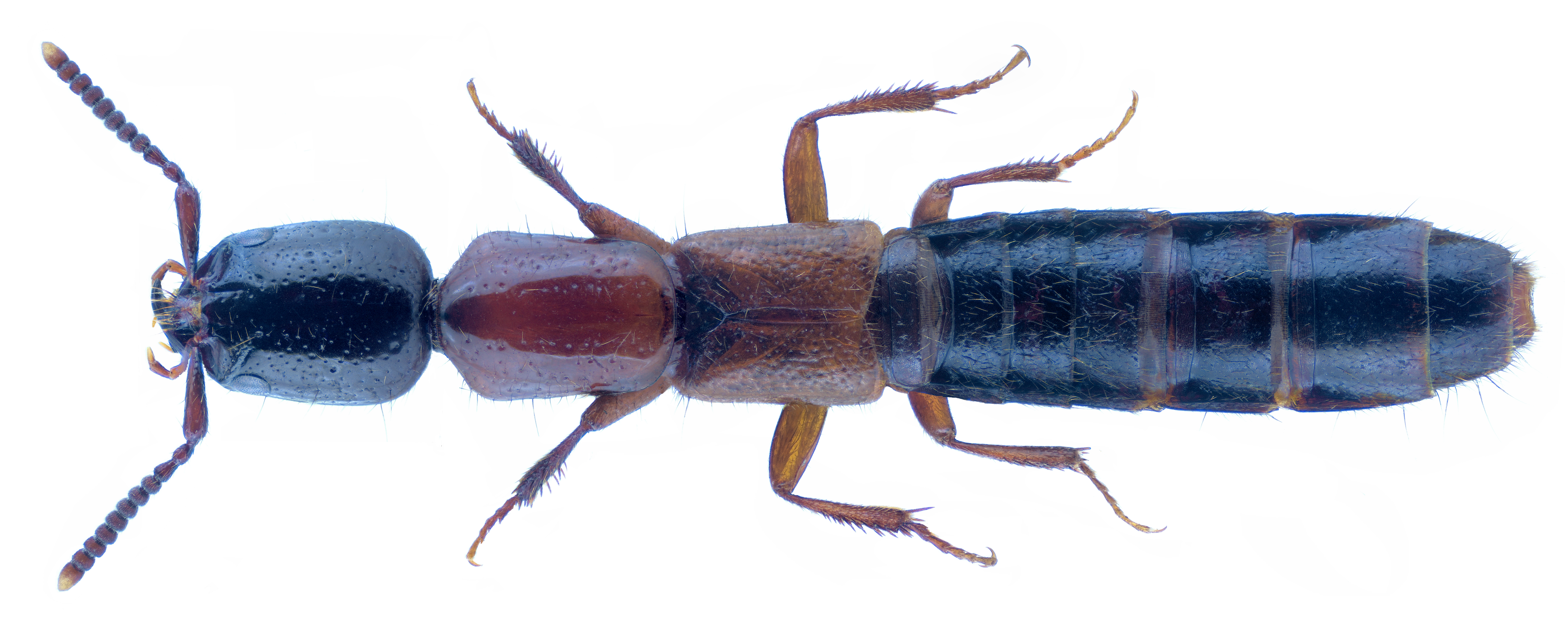
Xantholinus elegans
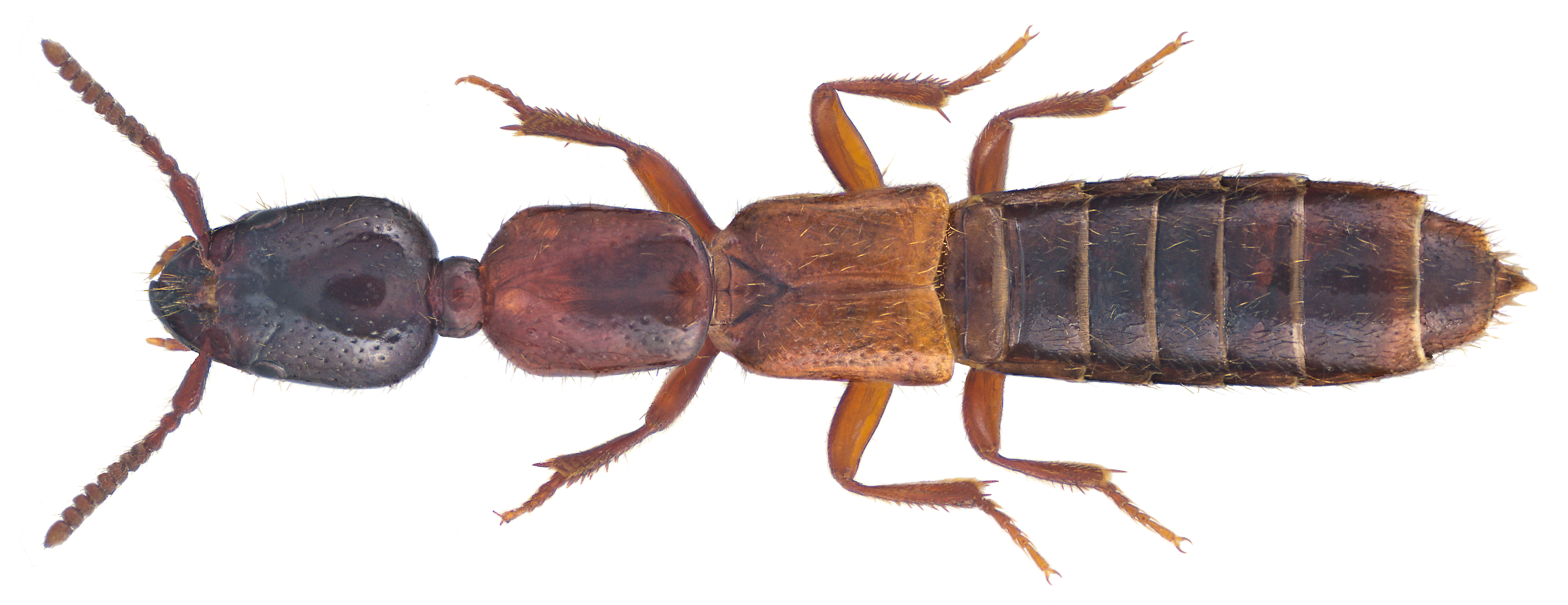
Xantholinus tricolor

## Систематика
В мировой фауне насчитывается более 100 родов. Статус группы иногда рассматривался в ранге подсемейства с включением в него некоторых других триб (Xantholinini, Othiini, Maorothiini и Diochini). В 2019 году в результате более обширных молекулярно-филогенетических исследований была снова подтверждена монофилия трибы и всего подсемейства Staphylininae, отвергнута гипотеза парафилии и выявлена новая филогения Staphylininae с топологией: Platyprosopini (Arrowinini ((Diochini (Othiini (Maorothiini, Xantholinini))) Staphylinini)). Все существующие трибы строго поддерживались этими исследованиями как монофилетические. В 2019 году было снова выделено подсемейство Xantholininae (из триб Xantholinini, Othiini, Maorothiini и Diochini). Но уже в 2020 году это дробление было отвергнуто и Xantholinini включена в состав Staphylininae.

### Классификация
Выделяют более 100 родов.
- Achemia Bordoni, 2003
- Achmonia Bordoni, 2004
- Adamanthea Bordoni, 2013
- Adhavara Bordoni, 2002
- Afrus Janak et Bordoni, 2015
- Agerodes Motschulsky, 1858
- Agrodes Nordmann, 1837
- Ahrimania Bordoni, 2013
- Agaporina Bordoni, 2016
- Agoreina Bordoni, 2016
- Aleutia Bordoni, 2016
- Alexyrea Bordoni, 2016
- Allolinus Coiffait, 1966
- Allotrichus Sharp, 1885
- Amharina Bordoni, 2016
- Andamania Bordoni, 2002
- Andelis Bordoni, 2002
- Atopolinus Coiffait, 1982
- Balchis Bordoni, 2016
- Belinga Bordoni, 2016
- Byziniella Bordoni, 2016
- Caecolinus Jeannel, 1923
- Calontholinus Reitter, 1908
- Capesia Bordoni, 2016
- Cibyra Bordoni, 2002
- Crinolinus Smetana, 1982
- Cylindrinus Bordoni, 2002
- Dactylaptatus Lecoq, 1990
- Denon Bordoni, 2002
- Dibothroglyptus Scheerpeltz, 1957
- Domea Bordoni, 2002
- Elapheia Bordoni, 2016
- Elgonia Bordoni, 2001
- Elitheya Bordoni, 2016
- Endymathis Bordoni, 2016
- Erymus Bordoni, 2002
- Eulissus Mannerheim, 1830
- Faxilla Bordoni, 2002
- Gauropterus Thomson, 1860
- Gyrohypnus Leach, 1819
- Habrolinus Casey, 1906
- Hesperolinus Casey, 1906
- Heterocinus Jarrige, 1970
- Heterolinus Sharp, 1885
- Himmala Bordoni, 2002
- Holocorynus Sharp, 1908
- Homalolinus Sharp, 1885
- Homorocerus Boheman, 1848
- Hypnogyra Casey, 1906
- Indolinus Bordoni, 2002
- Indomorphus Bordoni, 2002
- Lemiganus Bordoni, 1985
- Lepidophallus Coiffait, 1956
- Lepitacnus Smetana, 1982
- Lepta Bordoni, 2002
- Leptacinellus Bordoni, 2002
- Leptacinus Erichson, 1839
- Leptomicrus Fauvel, 1878
- Leptophius Coiffait, 1983
- Leurocorynus Sharp, 1908
- Linohesperus Smetana, 1982
- Linosomus Kraatz, 1857
- Liotesba Scheerpeltz, 1965
- Lissohypnus Casey, 1906
- Lithocharodes Sharp, 1876
- Maharadja Bordoni, 2002
- Mahavana Bordoni, 2002
- Manilla Bordoni, 1990
- Medhiama Bordoni, 2002
- Megalinus Mulsant & Rey, 1877
- Metocinus Cameron, 1950
- Metolinus Cameron, 1920
- Metosina Bordoni, 2002
- Microafra Bordoni, 2016
- Microleptus Jarrige, 1963
- Microlinus Casey, 1906
- Mitomorphus Kraatz, 1859
- Neohypnus Coiffait & Sáiz, 1964
- Neoleptacinus Coiffait & Sáiz, 1964
- Neoxantholinus Cameron, 1945
- Nepalinus Coiffait, 1975
- Nilla Bordoni, 2002
- Notolinus Casey, 1906
- Nudobius Thomson, 1860
- Oculolabrus Steel, 1946
- Otagonia Bordoni, 2005
- Oxybleptes Smetana, 1982
- Pachycorynus Motschulsky, 1858
- Pahanghella Bordoni, 2002
- Paracorynus Cameron, 1945
- Paratesba Cameron, 1932
- Paulianella Jarrige, 1951
- Phacophallus Coiffait, 1956
- Platydromus Fauvel, 1905
- Plochionocerus Dejean, 1833
- Pseudocorynus Cameron, 1945
- Pseudoxantholinus Cameron, 1946
- Renda Blackwelder, 1952
- Sagarmatha Bordoni, 2002
- Scytalinus Erichson, 1839
- Someira Bordoni, 2002
- Somoleptus Sharp, 1885
- Spaniolinus Bernhauer, 1916
- Stenistoderus Jacquelin du Val, 1856
- Stenolinus Bierig, 1937
- Stictolinus Casey, 1906
- Sulawesina Bordoni, 2002
- Sumatera Bordoni, 2002
- Sungaria Bordoni, 2003
- Sylea Bordoni, 2001
- Symilla Bordoni, 2002
- Talliella Bordoni, 2002
- Tamilla Bordoni, 2002
- Tesba Sharp, 1876
- Tetraulacus Bordoni, 2002
- Thyreocephalus Guérin-Méneville, 1844
- Tralichia Bordoni, 2002
- Ulisseus Bordoni, 2002
- Vulda Jacquelin du Val, 1853
- Waitatia Bordoni, 2005
- Walesia Bordoni, 2005
- Whangareiella Bordoni, 2005
- Xanthocorynus Sharp, 1908
- Xantholinus Dejean, 1821
- Xanthophius Motschulsky, 1860
- Xestolinus Casey, 1906
- Yunna Bordoni, 2002
- Yunnella Bordoni, 2002
- Zenon Smetana, 1982
- Zeteotomus Jacquelin du Val, 1856